# Yle Arenan
Yle Arenan (finska: Yle Areena) är Finlands största tjänst för webb-TV och webbradio, och drivs av det finländska public service-bolaget Yle. På Arenan finns direktsändningar av Yles kanaler, programinformation samt TV- och radioprogram som kan strömmas när som helst. Yle Arenan lanserades den 15 juni 2007, året efter Sveriges motsvarighet SVT Play.
Tjänsten finns dels tillgänglig via webbläsare, dels som mobilappar för iOS och Android (enligt uppgift även till Windows Phone). Materialet är antingen fritt tillgängligt utan begränsningar, eller tillgängligt för bosatta i Finland. Det senare gäller särskilt material som inköpt från utländska produktionsbolag.

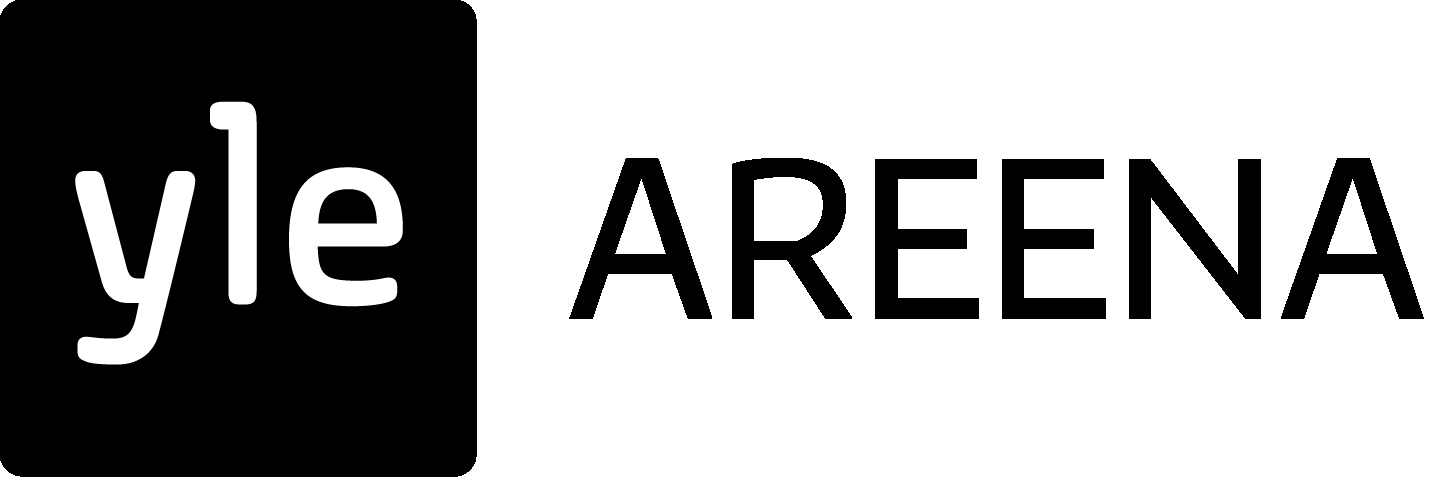
Tidigare logotyp (på finska) åren 2012–2017.

Äldre Yle-material görs tillgängligt via systertjänsten Yle Arkivet (finska: Elävä arkisto), som liknar SVT:s motsvarande tjänst Öppet arkiv. Där finns TV- och filmmaterial så långt tillbaka som till 1906 och radiomaterial tillbaka till 1935.